# リンゲン

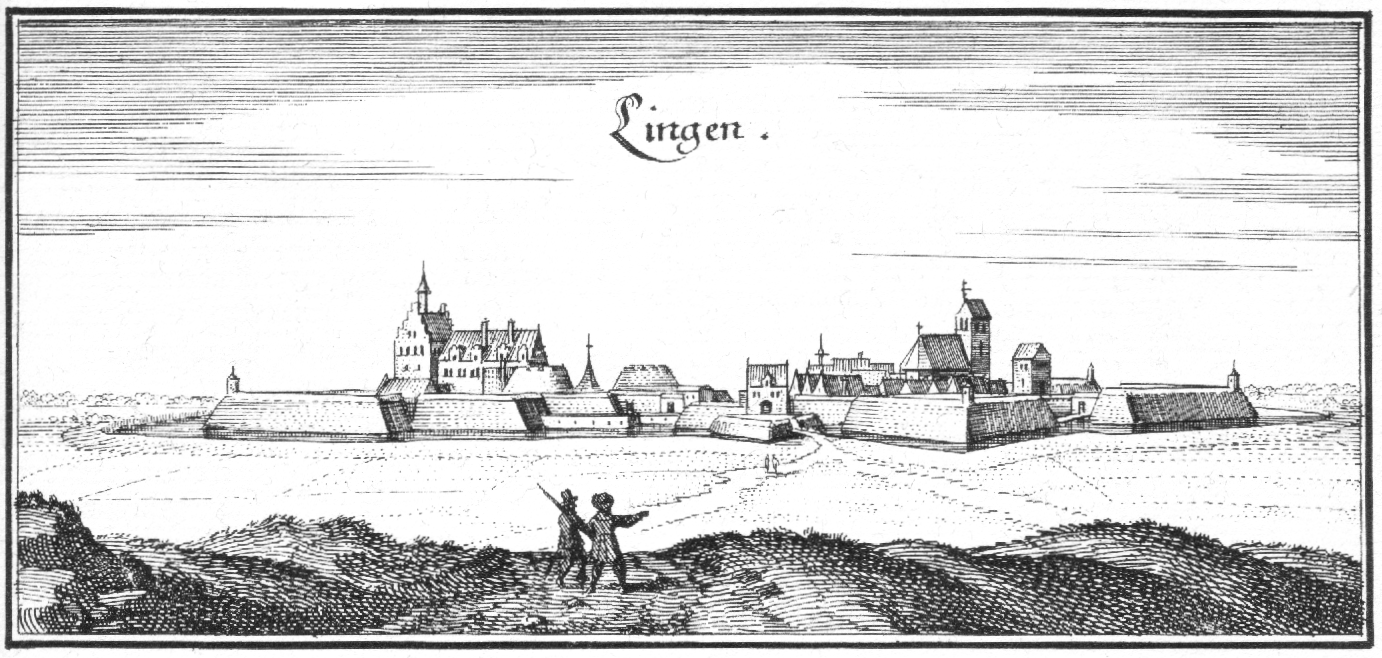
1647年のリンゲン

リンゲン(Lingen)は、ドイツニーダーザクセン州の町である。2008年の人口は52,353人で、他に約5,000人が別荘を持っている。エムスラント地域南部のエムス川沿いに位置し、南方でノルトライン＝ヴェストファーレン州、西方でオランダと境を接している。リンゲンの名前は、中世の945年に初めて言及された。
近年ではリンゲンは、原子力発電所の所在やエムス川沿いの美しい自然で知られている。University of Applied Sciences Osnabrueckはリンゲンの中心部に支部を置き、3つの研究所を設けた。2000年にリンゲンの研究所は社会科学部と統合され、2010年時点では約2000人が通っている。

## 姉妹都市
リンゲンは、国内外5つの都市と姉妹都市提携している。
- バートン・アポン・トレント（英語版） -  イギリス
- ビエラバ（ポーランド語版、英語版） -  ポーランド
- マリエンベルク（ドイツ語版、英語版） -  ドイツ
- ソルト（スペイン語版、英語版） -  スペイン
- エルブフ（フランス語版、英語版） -  フランス

## 交通
- エムスラント鉄道（英語版） リンゲン駅（ドイツ語版、英語版）

## 縁のある人物
- エーベルハルト・フォン・ダンケルマン
- ベルント・ローゼマイヤー
- ペーター・ファン・ロイエ（英語版）
- インゴ・シュルツ
- ステファン・ヴェッセルス（英語版）
- ミヒャエル・レンジング
- ヘルムス・ニール（英語版）